# Dittenrode
Dittenrode ist eine wüst gefallene mittelalterliche Siedlung bei Räbke im Landkreis Helmstedt im südöstlichen Niedersachsen.
Die Siedlung lag südwestlich von Räbke in einem flachen Tal am Waldrand des Elms. Das Flurstück, auf dem sich die Siedlung befand, trägt die Bezeichnung Rehdalsgrund-Wittensberg. Dies ist möglicherweise darauf zurückzuführen, dass das Land einer Familie Witte gehörte und nahe der Erhebung des Elms lag.
Die Entstehungszeit der Siedlung ist nicht bekannt. Laut der Überlieferung rodete ein Mann mit dem Namen Tietmar an der Stelle den Wald und erbaute seinen Hof an einer Quelle. Durch seine Nachkommen entwickelte sich aus dem einzelnen Hof eine Siedlung mit etwa 40 Höfen von Kotsassen, die zu seinem Andenken den Namen Tietmarode trug. Dittenrode wurde auch Thietmerrothe (1137), Dietmerode (1311 und 1346), Ditvorde apud Werberge (1311) und Detmerode (1345) genannt.
1137 war das Lorenzkloster zu Schöningen in Dittenrode begütert, 1311 die villa Dittenrode nebst dem Zehnten Halberstädtischen Lehen der Herren von Wenden (oder von Dalem). 1345 verkauften die Herren von Wenden, zunächst wiederkäuflich auf 6 Jahre, Dittenrode, Bransroderfeld und Räbke, die, wie es scheint, ein Lehen der Edelherren von Hadmersleben waren, an die Herren von Warberg, die aber einen Teil ihrer Güter in Räbke dem Kloster Marienthal schenkten.
Durch den Ackerbau der Bewohner wurde der Wald zurückgedrängt, so dass die Quelle im Sommer versiegte. Vermutlich aufgrund von Wassermangel verließen die Bewohner zwischen 1345 und 1461 das Dorf, das wüst fiel. Sie siedelten nach Räbke über.